# Dziś są moje urodziny
Dziś są moje urodziny – album kompilacyjny Edyty Bartosiewicz, wydany w związku z odejściem artystki z Universal Music Polska. Wydawnictwo było promowane singlami XXI wiek i Mistrz, które dotarły odpowiednio do 23. i 48. miejsca na Liście Przebojów Programu Trzeciego Polskiego Radia.
Nagrania dotarły do 26. miejsca zestawienia OLiS.

## Lista utworów
Opracowano na podstawie materiału źródłowego.
1. „XXI wiek”* (muz., sł. E. Bartosiewicz) – 4:05
2. „Sen” (muz., sł. E. Bartosiewicz) – 3:43
3. „Zegar” (muz., sł. E. Bartosiewicz) – 3:57
4. „Urodziny” (muz., sł. E. Bartosiewicz) – :11
5. „Skłamałam” (muz., sł. E. Bartosiewicz) – 4:58
6. „Szał” (muz., sł. E. Bartosiewicz) – 3:18
7. „Have To Carry On” (muz. E. Bartosiewicz, R. Paczkowski, sł. E. Bartosiewicz) – 4:50
8. „Tatuaż” (muz., sł. E. Bartosiewicz) – 4:09
9. „Jenny” (muz., sł. E. Bartosiewicz) – 4:40
10. „Siedem mórz, siedem lądów” (muz., sł. E. Bartosiewicz) – 5:02
11. „Ostatni” (muz., sł. E. Bartosiewicz) – 5:04
12. „Żart w zoo” (muz., sł. E. Bartosiewicz) – 3:18
13. „Blues For You” (muz., sł. E. Bartosiewicz) – 4:46
14. „Miłość jak ogień” (muz., sł. E. Bartosiewicz) – 3:34
15. „Dziecko" (muz., sł. E. Bartosiewicz) – 4:50
16. „Mistrz”* (muz., sł. E. Bartosiewicz) – 5:24

## Twórcy
Opracowano na podstawie materiału źródłowego.
- Edyta Bartosiewicz – śpiew, chórki
- Nagrania (z wyjątkiem 1 i 16) pochodzą z płyt: Love, Sen, Szok'N'Show, Dziecko i Wodospady
- *Utwory 1 i 16: produkcja - Edyta; realizacja 1: zgranie backing tracks - Leszek Kamiński, realizacja wokalu - Rafał Paczkowski; realizacja 16 - Leszek Kamiński
- Mastering - Julita Emanuiłow (CD Accord)
- Producent - Universal Music Polska